# Titus Flavius Sabinus (consul en 47)
Pour les articles homonymes, voir Flavius Sabinus et Sabinus.
Titus Flavius Sabinus (né v. 10 av J-C - mort en Rome le 20 décembre 69) est un homme politique de l'Empire romain au Ier siècle.

## Biographie

### Famille
Fils de Titus Flavius Sabinus et de sa femme Vespasia Polla, de famille italienne bourgeoise, et frère aîné de Vespasien, il suivit une carrière sénatoriale. Il se serait marié avec Arrecina Clementina, née en Pisaurum (vers 12) fille d'un Arrecinus et de sa femme une Tertulla, fille d'un Tertullus, et sœur de Marcus Arrecinus Clemens. On lui connait trois enfants :
- Flavia Sabina (née vers 25), qui s'est mariée avec Lucius Junius Caesennius Paetus[2].
- Titus Flavius Sabinus (né vers 6), qui sera consul en 69 et 72[3].
- Cnaeus Arulenus Caelius Sabinus (né vers 30), adopter par un Cnaeus Arulenus, consul en 69 avec son frère.

### Carrière
Il fut légat de légion en Bretagne en 43, sous la direction d'Aulus Plautius, puis consul suffect autour de 45 ou 47?. Tacite vante son désintéressement et ses trente cinq ans au service de l'État romain. Il est légat d'Auguste propréteur ou gouverneur de Mésie pendant sept ans, entre autour de 53 et 60, puis préfet de l'urbe de Rome pendant douze ans ou de 62 à 68 et en 69. Il est nommé à cette charge par Néron, Galba l'en dépouille en 68, mais Othon l'y rétablit l'année suivante, et Vitellius l'y maintient. Il est notamment en poste lors du Grand incendie de Rome (été 64) dont les chrétiens seront accusés par l'empereur Néron.
En 69, malgré la révolte des légions d'Orient et du Danube en faveur de son frère Vespasien, Vitellius le laisse en place. Lorsque les partisans de Vitellius sont vaincus par Antonius Primus, il négocie en décembre 69 l'abdication de Vitellius contre une retraite dorée en Campanie. Mais Vitellius, poussé par les prétoriens et la populace, renonce à cette abdication. Des échauffourées au forum entre prétoriens et vigiles poussent Flavius Sabinus à se réfugier dans la forteresse sur la colline du Capitole. Mais les vitelliens donnent l'assaut. Dans la confusion, le Capitole et le temple de Jupiter sont incendiés, et Sabinus est fait prisonnier. Malgré la volonté de Vitellius de l'épargner, la populace romaine réclame la mort de Sabinus qui est « percé de coups et mis en pièces ». Son cadavre est décapité, et son corps mutilé est traîné aux Gémonies,.
Son frère Vespasien est tout de même proclamé empereur par le Sénat, le 22 décembre 69. Puis Vespasien et son fils Titus sont nommés consuls de la ville de Rome alors qu'ils sont tous les deux absents, mais attendus. Sur la proposition de Domitien, l'autre fils de Vespasien nommé Préteur, Titus Flavius Sabinus est honoré de funérailles publiques à Rome en 70.